# Alberto Angulo
Francisco Alberto Angulo Espinosa (* 19. Juni 1970 in Saragossa) ist ein spanischer Basketballtrainer, -funktionär und ehemaliger -spieler.

## Laufbahn
Alberto Angulo begann seine Laufbahn in der Jugend von CB Saragossa. Beim Verein seiner Geburtsstadt feierte der Shooting Guard am 30. September 1989 in einem Ligaspiel gegen CB OAR Ferrol sein Profidebüt. In jener Saison gewann sein Klub den spanischen Pokal. Zur Spielzeit 1990/91 wechselte der 20-jährige Angulo zum Zweitligisten CajaBadajoz. Nach einem weiteren Jahr beim Erstligisten Baloncesto León, mit denen er überraschend Platz drei im Grunddurchgang der spanischen Meisterschaft erreichte und im Play-off um den Titel im Viertelfinale an CB Estudiantes scheiterte, kehrte Angulo zu CB Saragossa zurück.
Mit den Aragoniern erreichte er 1992/93 das Halbfinale des Europacup, scheiterte dort jedoch mit seiner Mannschaft am späteren Sieger Aris Thessaloniki. In der Spielzeit 1994/95 kam CB Saragossa bis in das Endspiel um den spanischen Pokal, wo das Team Taugrés mit 80:88 unterlag.
Im Sommer 1996 löste sich die Profimannschaft seines Vereins aufgrund finanzieller Schwierigkeiten auf und Alberto Angulo unterschrieb daraufhin für den spanischen Spitzenklub Real Madrid. Bei den Hauptstädtern konnte er bereits in seiner ersten Saison einen internationalen Titel gewinnen, im Endspiel des Eurocups 1996/97 setzten sich die „Königlichen“ mit 78:64 gegen Scaligera Basket Verona durch. Ein weiterer Erfolg gelang ihm mit seiner Mannschaft in der Saison 1999/2000. Real Madrid setzte sich im Finale um die spanische Meisterschaft überraschend mit 3:2 gegen den Erzrivalen FC Barcelona durch und Alberto Angulo, der es in den fünf Spielen der Serie auf durchschnittlich 15,6 Punkte brachte, wurde zum MVP gewählt.
Im Sommer 2002 wechselte Alberto Angulo innerhalb der Liga ACB zu CE Lleida Bàsquet, wo er drei Spielzeiten verbrachte, bevor er im Jahr 2005 für Basket Saragossa 2002 unterschrieb. In seiner Geburtsstadt beendete er 2007 seine aktive Laufbahn.

### Nationalmannschaft
Alberto Angulo feierte am 3. Juni 1993 in einem Freundschaftsspiel gegen Russland sein Debüt in der Spanischen Nationalmannschaft. Er stand sowohl bei der EM 1995 als auch 1997 im Endrundenkader der Iberer. Auch bei der Weltmeisterschaft 1998 stand er im Aufgebot und beendete das Turnier mit seinem Mannschaft auf dem fünften Rang. Seinen größten Erfolg feierte Alberto Angulo bei der Europameisterschaft 1999, wo die Spanier erst im Endspiel mit 56:64 an Italien scheiterten und Silber holten.
Seinen letzten Auftritt in den Reihen der Nationalmannschaft hatte er schließlich bei den Olympischen Spielen 2000 in Sydney, wo die Iberer jedoch nur den enttäuschenden neunten Platz belegen konnten. Insgesamt brachte es Alberto Angulo mit Spanien auf 98 Spiele.

### Trainer und Funktionär
Nach seiner Spielerlaufbahn wechselte Alberto Angulo in die Vereinsführung von Basket Saragossa 2002, wo er als Sportdirektor und Trainer des Farmteams Baloncesto El Olivar wirkte. Im Januar 2009 übernahm er das Amt des Cheftrainers von Basket Saragossa, konnte den Abstieg seines Teams in die zweite Division jedoch nicht verhindern.
Im Sommer 2009 wechselte er zu Real Madrid, wo er als Direktor der Jugendabteilung arbeitet.

## Erfolge und Ehrungen
Real Madrid
- Europapokal der Pokalsieger: 1996/97
- Spanischer Meister: 1999/2000

CB Saragossa
- Spanischer Pokalsieger: 1990

Nationalmannschaft
- Basketball-Europameisterschaft 1999: Silber

Ehrungen
- MVP der Finalserie der Liga ACB: 2000
- Gewinner des Drei-Punkte-Wettbewerbs der Liga ACB: 2000

## Trivia
Alberto Angulos drei Jahre jüngerer Bruder Lucio war ebenfalls Profibasketballer. Beide spielten sowohl von 1994 bis 1996 bei CB Saragossa als auch von 1999 bis 2002 bei Real Madrid im selben Team.